# Кахи (певица)
Пак Чжи Ён (кор. 박지영, кит. 朴祉映; род. 25 декабря 1980 года, более известная как Кахи) — южнокорейская певица, танцор, хореограф, автор песен и актриса. Наиболее популярна как бывшая участница гёрл-группы After School (2009—2012).

## Жизнь и карьера

### 1980—1999: Ранние годы, образование и начинания в карьере
Кахи родилась 25 декабря 1980 года в Тэгу, Южная Корея. Была воспитана бабушкой и дедушкой, и уже в подростковом возрасте начала проявлять интерес к танцам, её вдохновением послужила популярная в то время группа Roo'ra. Из-за протеста семьи и условий она не смогла посещать профессиональные тренировки, поэтому готовилась сама в пении и танцах. Отец уговорил её поступить в университет в сельской местности. Поначалу девушка подчинилась, но вскоре не смогла учиться и покинула Тэгу, чтобы начать танцевальную карьеру. Последующие семь лет Кахи также не поддерживала контакты с отцом. Она переехала в Сеул без каких-либо денежных средств, но нашла себе работу в качестве подтанцовки.

### 2000—2007: Танцевальная карьера и S.Blush
В 2000 году Кахи стала главным танцором для сингла корейского хип-хоп трио DJ DOC «Run to You». Успех переносился для неё тяжело, и девушка решила уйти. Во время восстановления она работала продавцом, уборщицей и официанткой. Хореограф одного из крупных южнокорейских агентств, S.M. Entertainment, дал Кахи шанс стать временным танцором в команде БоА, и вскоре позиция стала постоянной. Работа в команде БоА продлилась три года, за это время девушка стала довольно популярна в качестве танцора. Она также работала с Country Kko Kko, Jinusean, 1TYM, Чэ Ён, Ын Чжи Воном и многими другими. Кахи становилась учителем для Сон Дам Би, May Doni и своей бывшей одногруппницы Чоны.
В 2006 году, после более пяти лет работы в качестве танцора и хореографа, Кахи стала частью корейско-американской группы S.Blush, тем самым начав певческую карьеру. Первый цифровой сингл имел успех, заняв второе место в Billboard Hot Dance Chart в мае 2007 года, однако вскоре коллектив распался.

### 2007—2012: Дебют с After School
В 2007 году Кахи связалась со знакомыми из Pledis Entertainment, и вместе они начали планировать дебют новой женской группы. После двух лет работы в январе 2009 года на сцене появляются After School, группа, в которой действует система «выпускного»: участницы уходят из коллектива либо по окончании контракта, либо их заменяют другими. Подобная система действует в японской гёрл-группе AKB48, и стала нововведением среди корейских женских групп. Кахи стала лидером, и уже в 2010 году пошли слухи о её уходе из коллектива из-за анонсированного сольного дебюта. В том же году стала участницей реалити-шоу «Герои».
Промо-кампания сольного дебюта Кахи началась в феврале 2011 года, несмотря на то, что сам дебют должен был состояться ещё годом ранее. Мини-альбом Come Back, You Bad Person, был выпущен 14 февраля. В начале 2012 года она получила роль в дораме «Одержимые мечтой 2». 5 июня стало известно, что Кахи покинет After School ради сольной карьеры.

### 2013 — настоящее время:Who Are You?и уход из Pledis Entertainment
10 октября 2013 года, через два с половиной года после выхода дебютного материала, Кахи выпускает второй мини-альбом Who Are You?. В апреле 2014 года получила главную роль в корейской адаптации мюзикла «Бонни и Клайд» с Хёншиком из ZE:A. 19 января 2015 года, в день шестой годовщины After School, девушка объявила об уходе из Pledis Entertainment. В 2016 году Кахи стала танцевальным тренером в шоу на выживание «Подготовка 101», позднее присоединилась во втором сезоне. В 2018 году стала приглашенной судьёй на шоу «Подготовка 48».

## Личная жизнь
26 марта 2016 года Кахи вышла замуж за предпринимателя Ян Чун Муна, который является генеральным директором «Insane Korea». У пары двое сыновей: Ян Но А (род. 3 октября 2016) и Ян Си Он (род. 16 июня 2018).

### Высказывания об уходе After School
В апреле 2016 года Кахи появилась в популярном шоу «Такси», где рассказала, почему она покинула After School в 2012 году ради сольной карьеры:
Изначально After School дебютировали с пятью участницами. Однако, когда число участниц стало увеличиваться, некоторые чувствовали себя раздосадованными из-за этого. Несмотря на то, что конфликт продолжался, компания не слушала меня. Я всегда хотела учить новых участниц, когда они приходили, а они просто шли на телевидение и называли меня пугающей. Никого на моей стороне не было. Я тоже женщина, и тоже часть компании. Поэтому я решила уйти.
Поклонники осудили высказывание исполнительницы, назвав его неуместным, т.к. Кахи на тот момент покинула и Pledis Entertainment, а также обвинили её в «разрушении собственного имиджа» подобными словами.

## Дискография

### Мини-альбомы
- Come Back, You Bad Person (2011)
- Who Are You? (2013)

## Фильмография
| Год  |   | Русское название                | Оригинальное название            | Роль                      |
| ---- | - | ------------------------------- | -------------------------------- | ------------------------- |
| 2009 | с | Ты прекрасен                    | You're Beautiful                 | Приглашённая знаменитость |
| 2012 | с | Одержимые мечтой 2              | Dream High 2                     | Хён Чжи Су                |
| 2013 | с | Потому что мы ещё не расстались | Because We Haven't Broken Up Yet | Сим Чжэ Хи                |

## Награды и номинации
| Год  | Премия                   | Номинация      | Результат |
| ---- | ------------------------ | -------------- | --------- |
| 2010 | SBS Entertainment Awards | Лучший Новичок | Победа    |